# Acer platanoides
Acer platanoides là một loài thực vật có hoa trong họ Bồ hòn. Loài này được Carl von Linné mô tả khoa học đầu tiên năm 1753.

## Hình ảnh

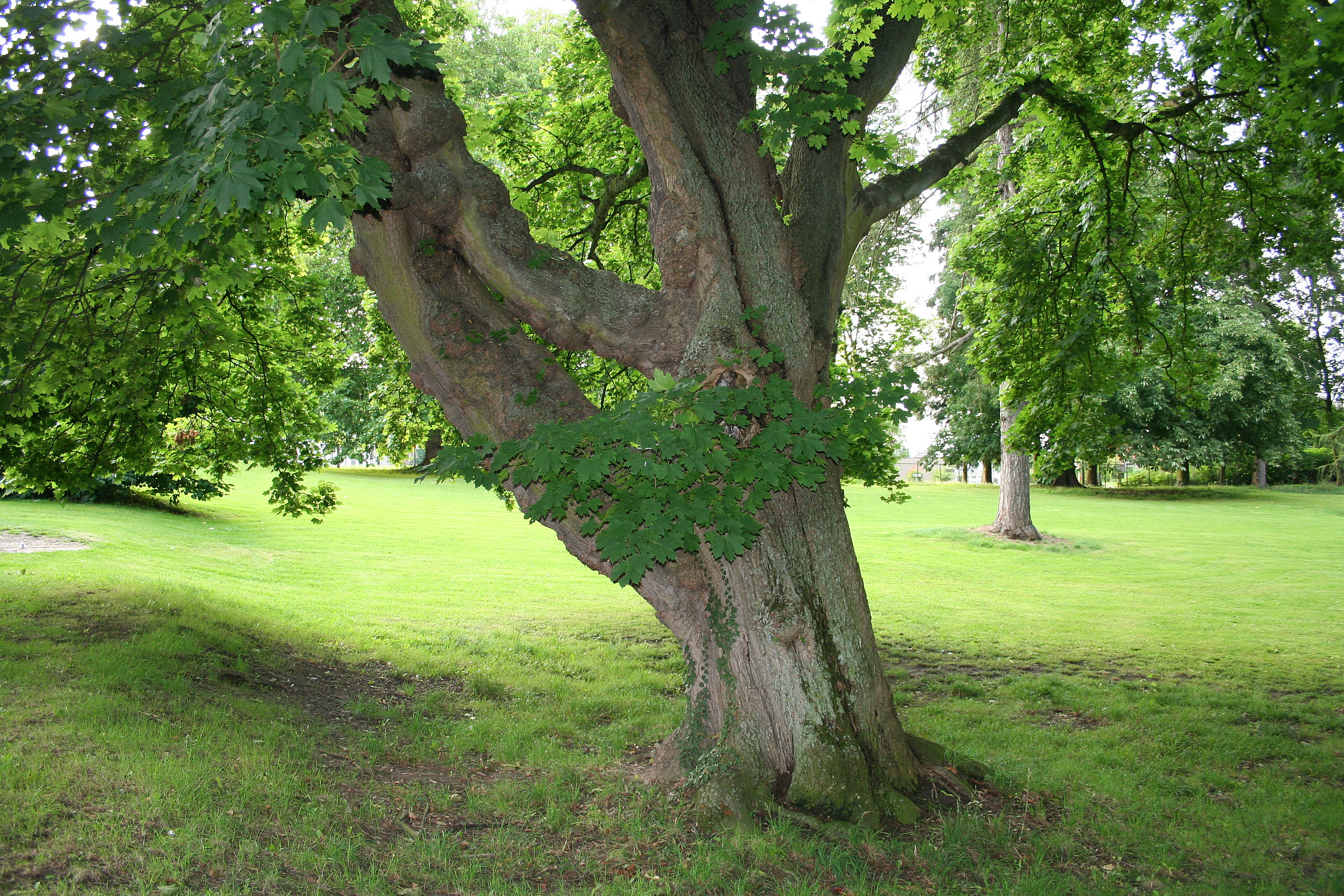
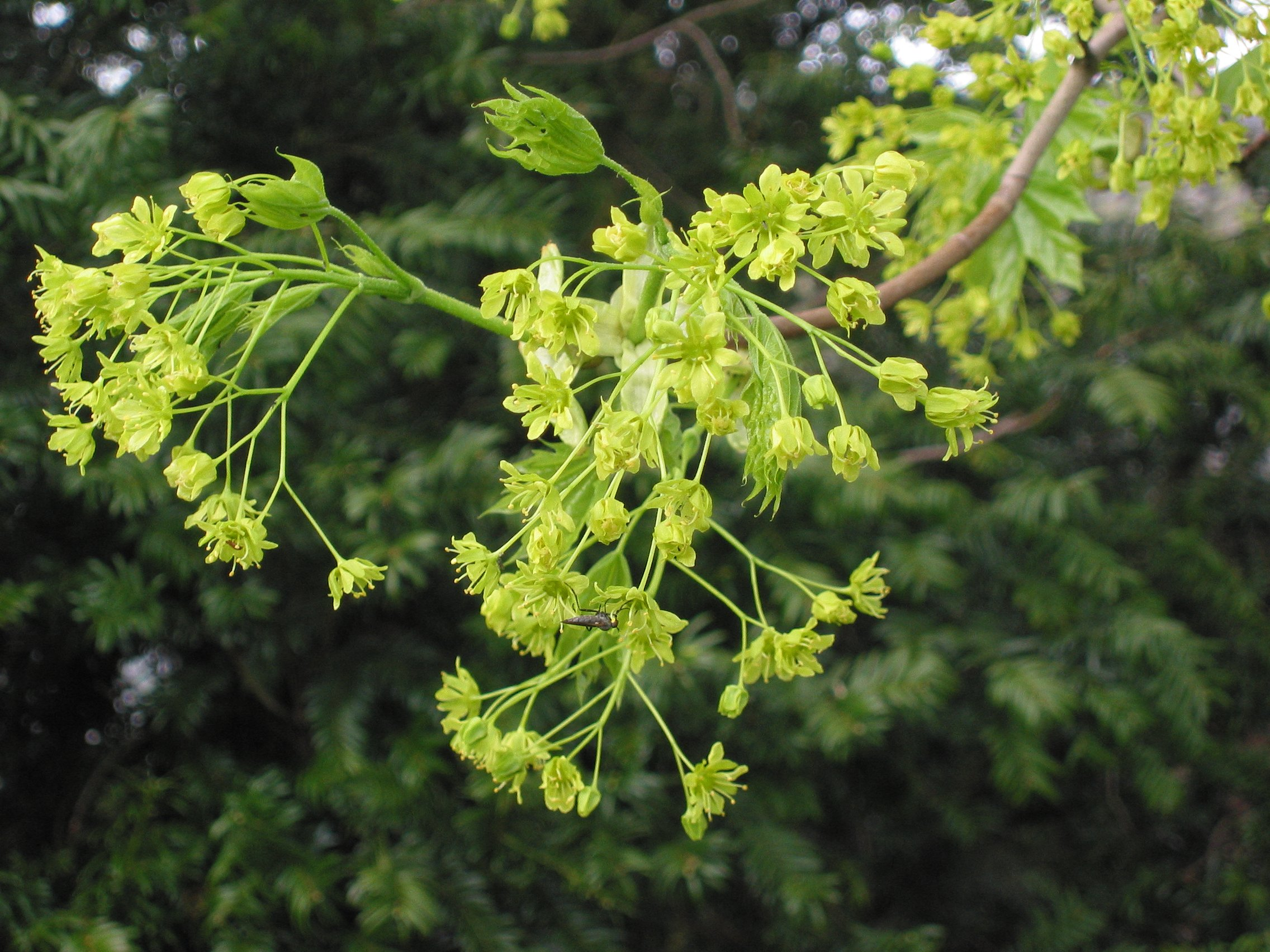
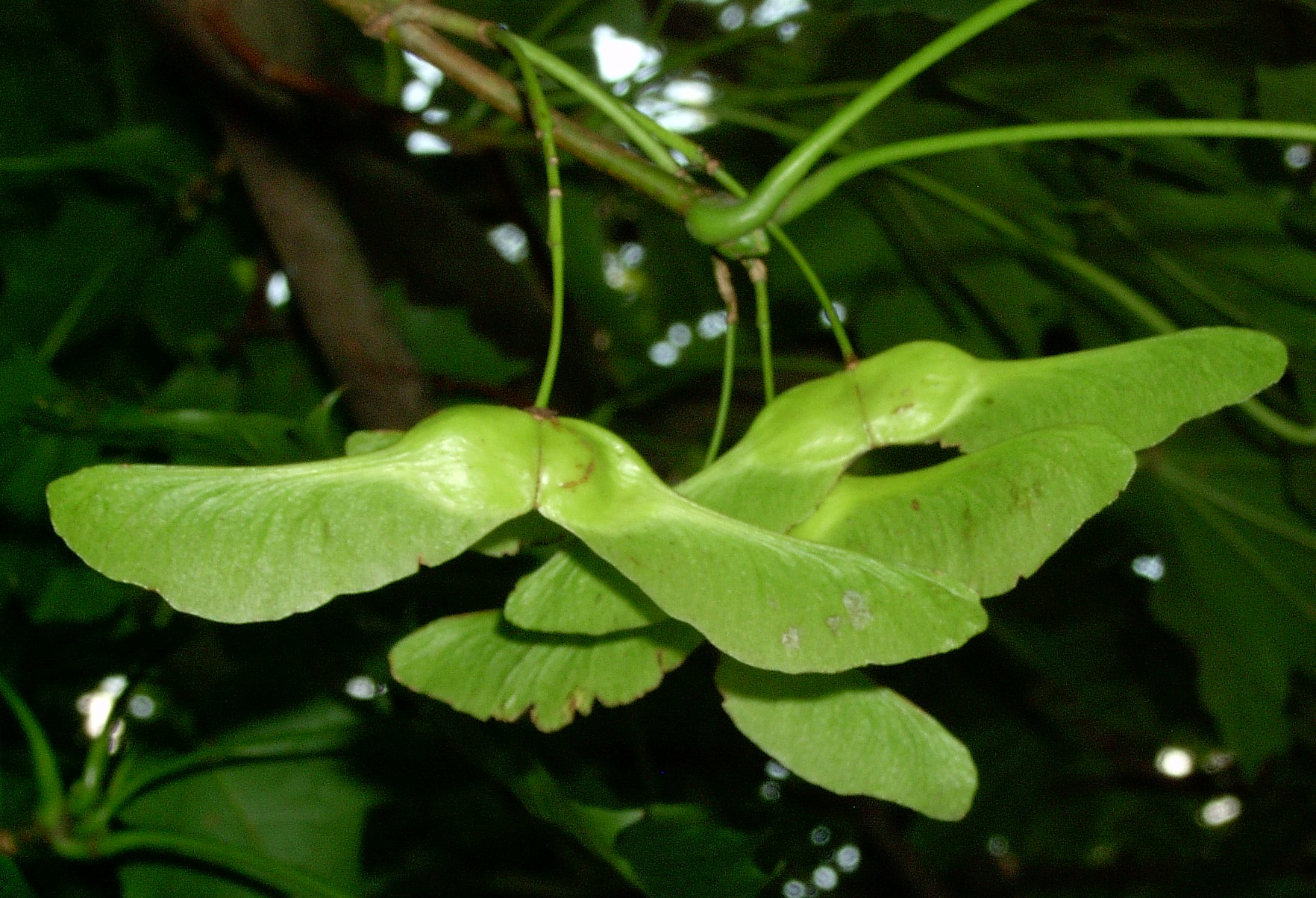
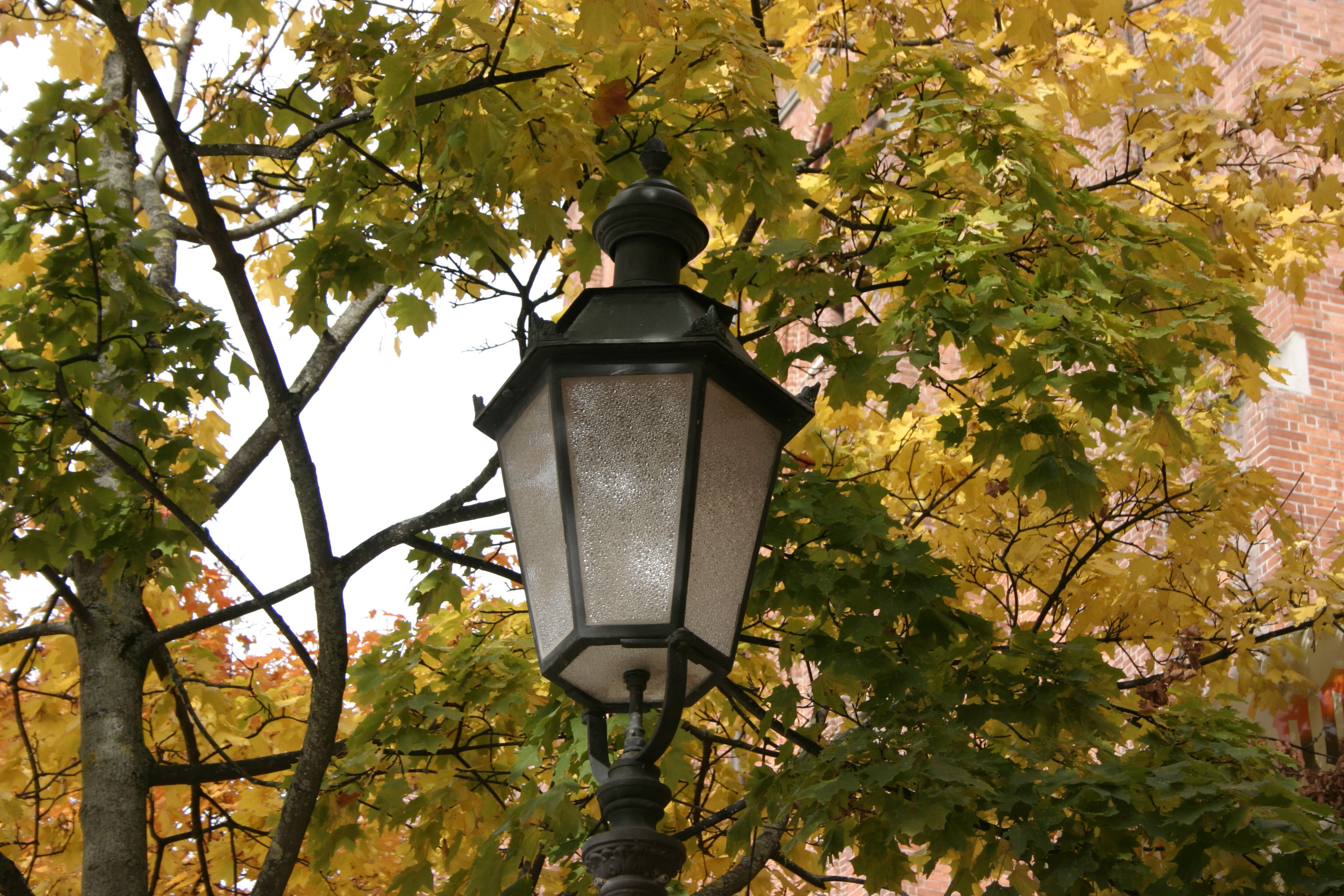